# 6451 Kärnten
6451 Kärnten è un asteroide della fascia principale. Scoperto nel 1991, presenta un'orbita caratterizzata da un semiasse maggiore pari a 2,6452544 UA e da un'eccentricità di 0,0490190, inclinata di 3,70595° rispetto all'eclittica.
L'asteroide è dedicato alla regione austriaca della Carinzia (Kärnten in tedesco).